# Haplochromis aff. bloyeti
Haplochromis aff. bloyeti é uma espécie de peixe da família Cichlidae.
É endémica do Quénia.
Os seus habitats naturais são: rios e lagos de água doce.